# HTC One Mini 2

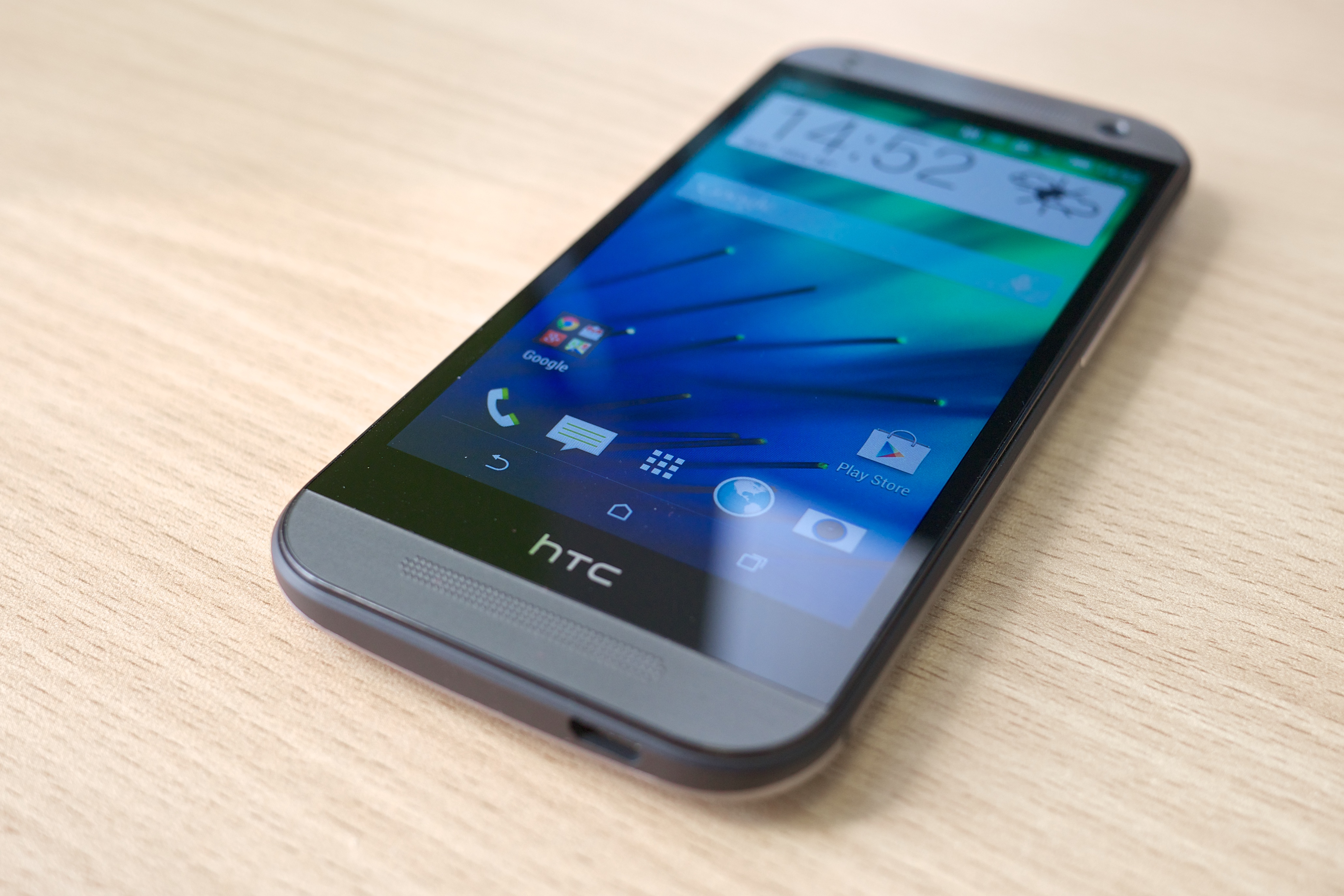
HTC One mini 2

HTC One Mini 2 — это Android-смартфон, разработанный и произведенный компанией HTC. One Mini 2 — это средний вариант флагманского высококлассного смартфона HTC 2014 года, HTC One. Таким образом, One Mini 2 был разработан, чтобы обеспечить общее впечатление, максимально похожее на его высококлассный аналог, и при этом иметь конкурентоспособную цену по сравнению с другими смартфонами в этом диапазоне. Официально представленный 15 мая 2014 года, HTC One Mini 2 должен был быть выпущен в середине июня в Европе, на Ближнем Востоке и в Азии, без официальной даты для других регионов. На Verizon Wireless эта модель представлена под торговой маркой HTC One Remix. Remix отличается от HTC One Mini 2 наличием 1,5 ГБ оперативной памяти.

## Характеристики
HTC One mini 2 заменяет оригинальный HTC One Mini, который сам по себе был уменьшенной версией HTC One M7 2013 года. iPhone 5S и большинство других небольших телефонов среднего класса. Новая 5-мегапиксельная камера на передней панели позволяет пользователям устранять эффект красных глаз и разглаживать кожу.